# Урцидиль, Иоганнес
Иоганнес Урцидиль (нем. Johannes Urzidil; 3 февраля 1896, Прага — 2 ноября 1970, Рим) — чешский писатель, переводчик, прозаик, поэт, журналист, член «Пражского кружка», писал на немецком языке.

## Биография
Отец — из немецко-чешской семьи, мать — из чешско-еврейской. Потерял мать в 1900 году, отец женился вторично. Дебютировал в 1913-м стихами под псевдонимом Ганс Эльмар. Сблизился с М.Бродом, Кафкой, Ф. Верфелем, Э.Кишем, а также с братьями Чапек. В 1914—1918 годах учился в немецком институте Карла-Фердинанда в Праге, участвовал в Первой мировой войне (1916—1918), позднее служил переводчиком в немецком консульстве в Праге, занимался журналистикой. Стал одним из основателей Союза немецких писателей Чехословакии (1922). В 1922—1933 годах — пресс-атташе в немецком представительстве в Праге.
В 1939-м эмигрировал, был близок к президенту Эдварду Бенешу, жил в Италии, Великобритании, США (с 1941), с 1946-го — американский гражданин. Работал на радиостанции Голос Америки (1951—1953). Подвергся преследованиям в период маккартизма. В 1960-е годы часто бывал в Европе. Умер в Риме, куда приехал по приглашению Австрийского института выступить с лекцией.

## Творчество
Автор стихов, прозы, работ о литературе и искусстве, в том числе — чешском (в частности, он — автор работ о творчестве Вацлава Холлара). Переводил с чешского и английского (в том числе — стихи и прозу Хильды Дулитл), служил взаимному ознакомлению и сближению чешской и немецкой культур.

## Произведения
- Sturz der Verdammten (1919, стихотворения)
- Die Stimme (1930, стихи)
- Goethe in Böhmen (1932, историко-литературная монография)
- Wenceslaus Hollar. Der Kupferstecher des Barock (1936)
- Zeitgenössische Maler der Tschechen: Josef Čapek, Emil Filla, Alfred Justitz, Václav Špála, Jan Zrzavý (1936)
- Hollar, a Czech émigré in England (1942)
- Der Trauermantel (1945, новеллы).
- Über das Handwerk (1954, эссе)
- Die verlorene Geliebte (1956, новеллы)
- Die Memnonssäule (1957, стихотворения)
- Denkwürdigkeiten von Gibacht (1958, новеллы)
- Das Glück der Gegenwart. Goethes Amerikabild (1958, эссе)
- Das große Halleluja (1959, роман)
- Prager Triptychon (1960, новеллы)
- Das Elefantenblatt (1962, новеллы)
- Amerika und die Antike (1964, эссе)
- Entführung und sieben andere Ereignisse (1964, новеллы)
- Literatur als schöpferische Verantwortung (1965, эссе)
- Da geht Kafka (1966, эссе)
- Die erbeuteten Frauen. Sieben dramatische Geschichten (1966, новеллы) .
- Der lebendige Anteil des jüdischen Prag an der neueren deutschen Literatur (1967, эссе)
- Bist du es, Ronald? (1968, новеллы)
- Väterliches aus Prag und Handwerkliches aus New York (1969, автобиография)
- Die letzte Tombola (1971, новеллы)
- Morgen fahr' ich heim. Böhmische Erzählungen (1971, новеллы)
- Bekenntnisse eines Pedanten. Erzählungen und Essays aus dem autobiographischen Nachlaß (1972, автобиографические тексты)
- Život s českými malíři. Vzájemná korrespondence s Janem Zrzavým. Vzpomínky — texty — dokumenty (2003, документы и тексты о связях с чешскими художниками)
- Ferdinand Peroutka und Johannes Urzidil: O české a německé kultuře (2008, беседы о чешско-немецкой культуре)

## Признание
Член-корреспондент Немецкой академии языка и литературы в Дармштадте (1962), лауреат Большой Австрийской государственной премии по литературе (1964), премии Андреаса Грифиуса (1966) и др.
Именем писателя назван астероид 70679.

## Публикации на русском языке
- Ребро моей бабушки// Австрийская новелла XX века. — М.: Художественная литература, 1981.
- Дифирамб смерти. Пер. Савелия Тартаковера